# Voyage au centre de la Terre (mini-série)
Pour les articles homonymes, voir Voyage au centre de la Terre (homonymie).
Voyage au centre de la Terre (Journey to the Center of the Earth) est une mini-série américaine en deux parties réalisées par George Trumbull Miller et produit par Hallmark Entertainment.

## Synopsis
En 1875, à Boston, le scientifique Theodore Lytton veut partir pour la Nouvelle-Zélande avec son neveu Jonas, afin de vérifier ses théories sur l'évolution des espèces. Seule Alice Hastings propose de le financer. Son mari aurait trouvé un passage secret vers le centre de la Terre.

## Fiche technique
- Titre original : Journey to the Center of the Earth
- Titre français : Voyage au centre de la Terre
- Réalisation : George Trumbull Miller
- Scénario et dialogues : Thomas Baum adapté du roman de Jules Verne
- Montage : Harry Hitner
- Production : George Trumbull Miller
- Durée : 180 minutes
- Pays :  États-Unis
- Genre : Fantastique
- Dates de premières diffusions :
  -  États-Unis : 14 septembre 1999 et 15 septembre 1999 sur USA Network
  -  France : 15 décembre 2000 sur M6

## Distribution
- Treat Williams (VF : Guy Chapellier) : Theodore Lytton
- Jeremy London (VF : Vincent Ropion) : Jonas Lytton
- Tushka Bergen : Alice Hastings
- Hugh Keays-Byrne : McNiff
- Bryan Brown : Casper Hastings
- Tessa Wells : Helen
- Petra Yared : Ralna
- Sarah Chadwick : Mashowna
- Peter Kaa : Te Mahua
- Joe Bugner : Boxer